# Arènes de Nîmes
Les arènes de Nîmes sont un amphithéâtre romain construit vers la fin du Ier siècle dans la ville française de Nîmes, dans le Gard. Il s'agit de l’un des amphithéâtres antiques les mieux conservés au monde.
La construction de l'édifice débute vers 90 apr. J.-C. Sa fonction est alors d’accueillir des divertissements pour la population de la colonie de Nemausus. Lors des grandes Invasions, les arènes se transforment en village fortifié où la population va se réfugier, puis constitue du Moyen Âge jusqu'au XIXe siècle un quartier avec ses rues et ses boutiques. Jusqu'au début du XIIIe siècle ses habitants bénéficient d'une administration distincte de celle de la cité.
Au XIXe siècle, le monument est dégagé puis reconverti en arène en 1863. Aujourd'hui, il accueille une vingtaine de corridas et courses camarguaises chaque année et diverses manifestations culturelles (concerts, reconstitutions historiques, comme les Journées romaines de Nîmes). En dehors de ces événements, l'édifice est ouvert à la visite toute l'année.
Cet amphithéâtre antique se distingue par l'allure générale de sa façade qui a conservé son attique de couronnement avec colonnes engagées et 60 arcades à chaque niveau, son système de circulation publique interne quasi intact et une grande partie de ses gradins (certes dégagés et restaurés au XIXe siècle).

## Caractéristiques du monument

### Architecture

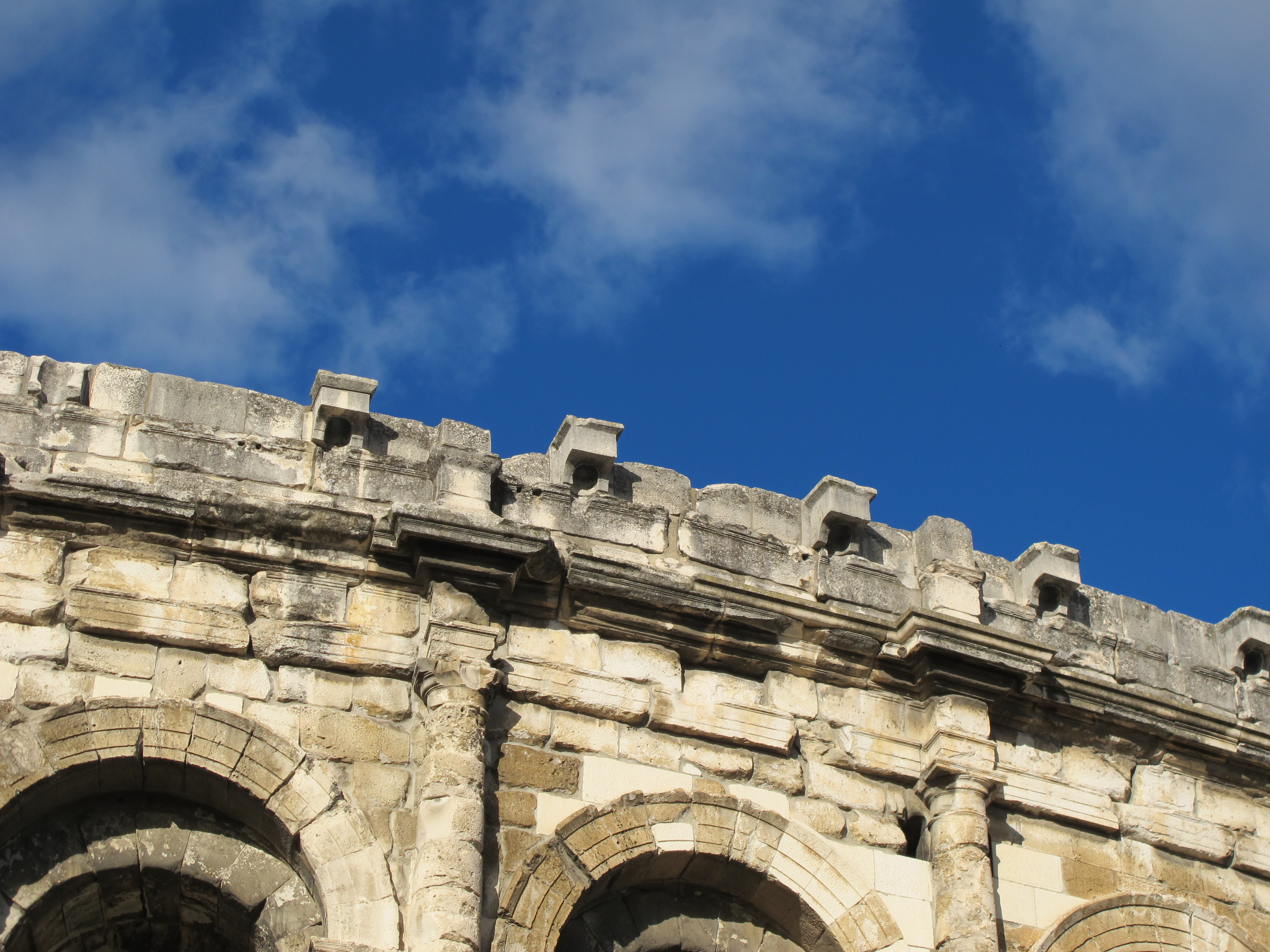
Vue des consoles formant les bases de mât pour tendre le velum, au sommet de trois arcades. À gauche la pierre est cassée, montrant le canon cylindrique.

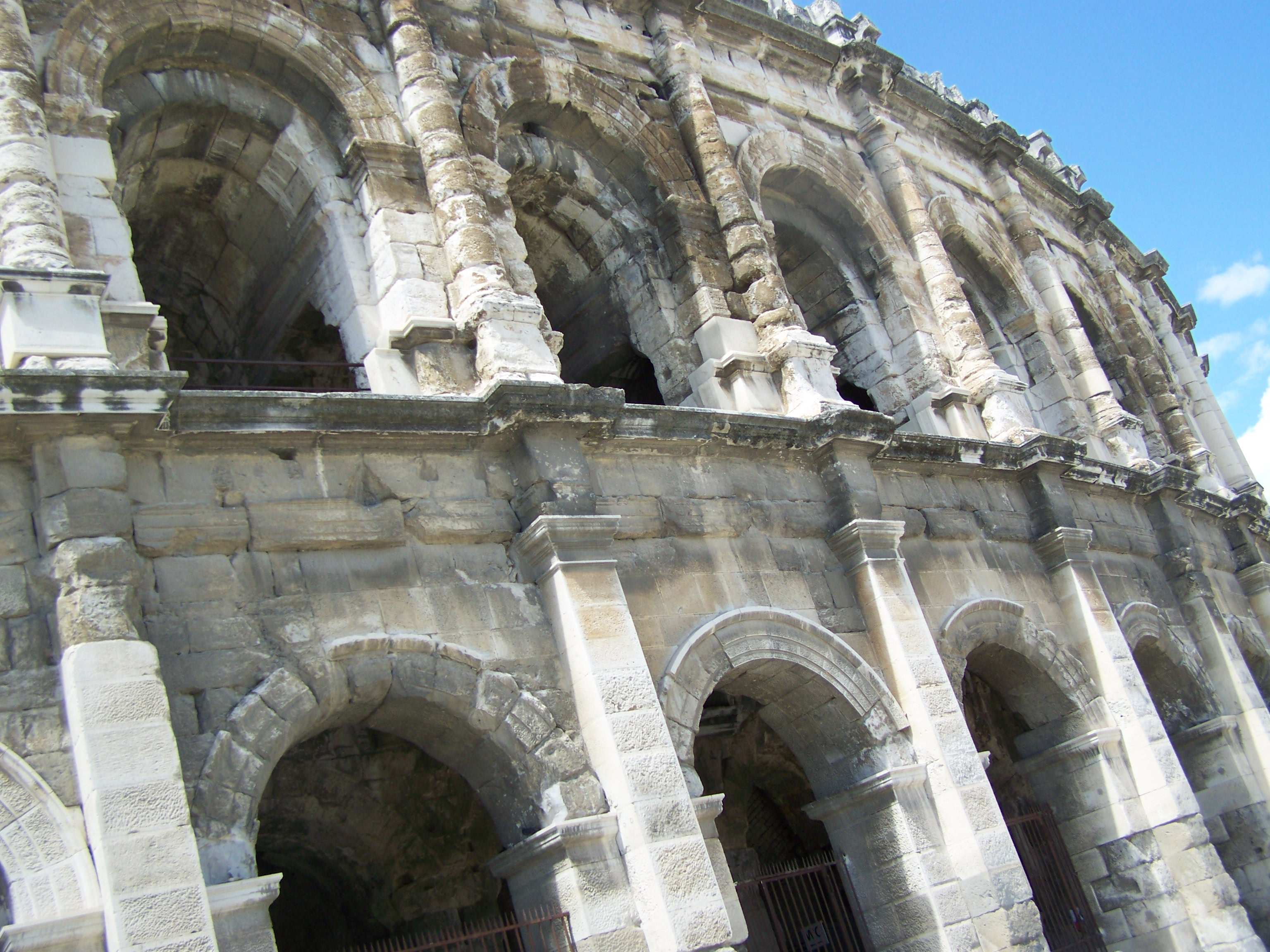
Le non respect de la règle de la superposition des ordres énoncée par Vitruve témoigne des contraintes des pierres calcaires dures rebelles au ciseau, extraites des carrières voisines de Barutel et de Roquemaillère.

Vitruve définit les bases essentielles des amphithéâtres, qui sont les édifices les plus imposants du monde romain : « Il convient de répartir des voies d’accès nombreuses et spacieuses, en évitant que celles qui viennent d’en haut ne rencontrent celles qui viennent d’en bas ; on doit pouvoir les rejoindre à partir de toutes les places, en circuit direct et sans détour, de telle sorte que lorsqu’il quitte le spectacle, le peuple ne soit pas serré, mais trouve, quel que soit le siège qu’il occupait, une issue séparée et sans obstacle ».
En plan, l’amphithéâtre de Nîmes se présente comme une ellipse de 133 m de long sur 101 m de large, avec une piste centrale de 68 m sur 38 m. La façade, composée de deux niveaux de 60 arcades superposées et d’un attique séparés par une corniche, mesure 21 m de haut. Au sommet de la façade, on observe encore une partie des consoles, pierres en saillie perforées qui servaient à fixer les mâts supportant le velum. Celui-ci pouvait s’étendre au-dessus des gradins pour protéger le public du soleil.

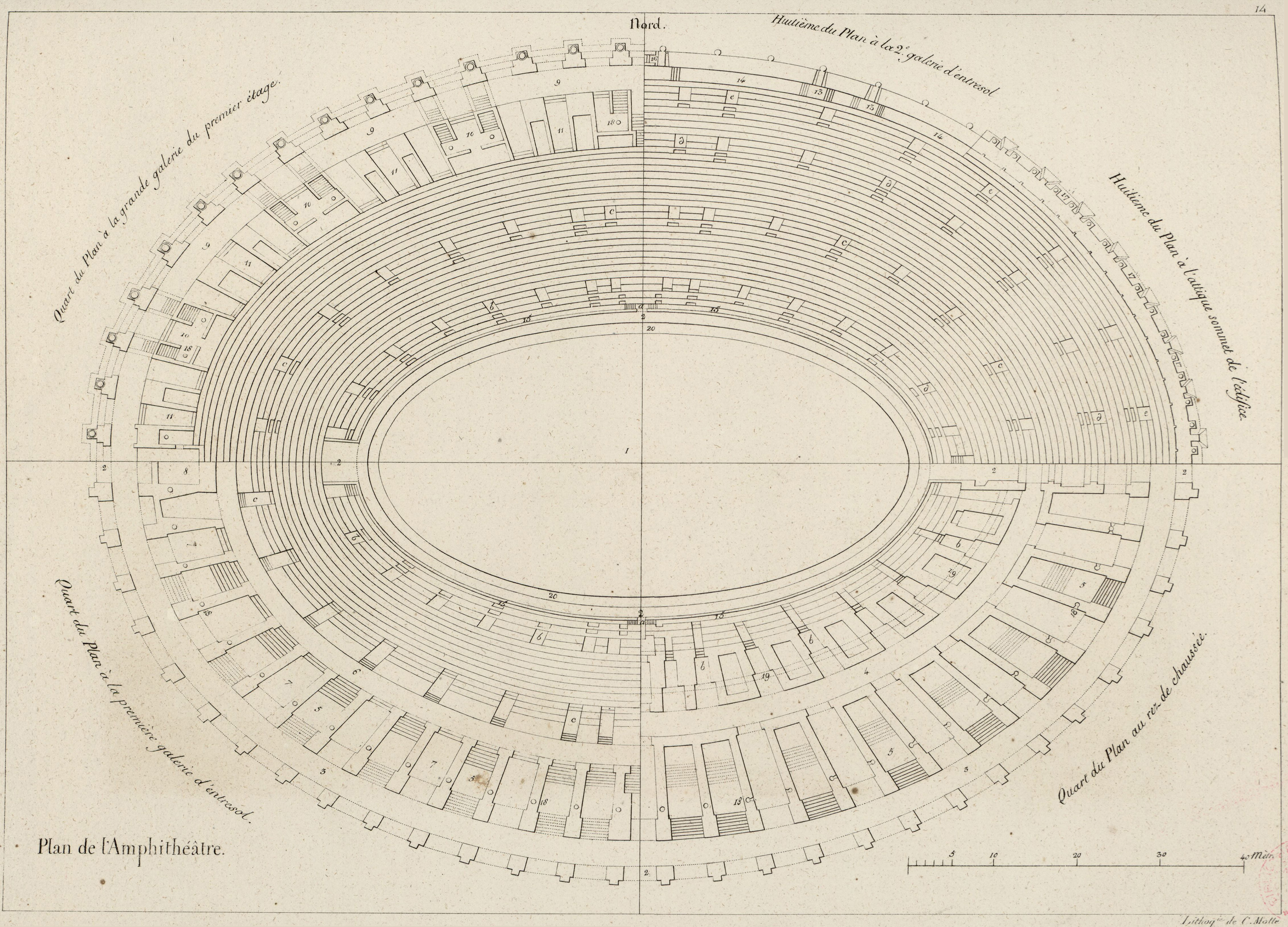
Plan de l'amphithéâtre antique de Nîmes par Alphonse de Seynes, 1818

La cavea, entourant la piste, divisée en 60 travées rayonnantes et 34 rangs de gradins, pouvait accueillir 24 000 spectateurs. Les rangs de gradins de la cavea sont répartis en quatre maeniana horizontaux, séparés par un couloir de circulation et un muret, appelé balteus.

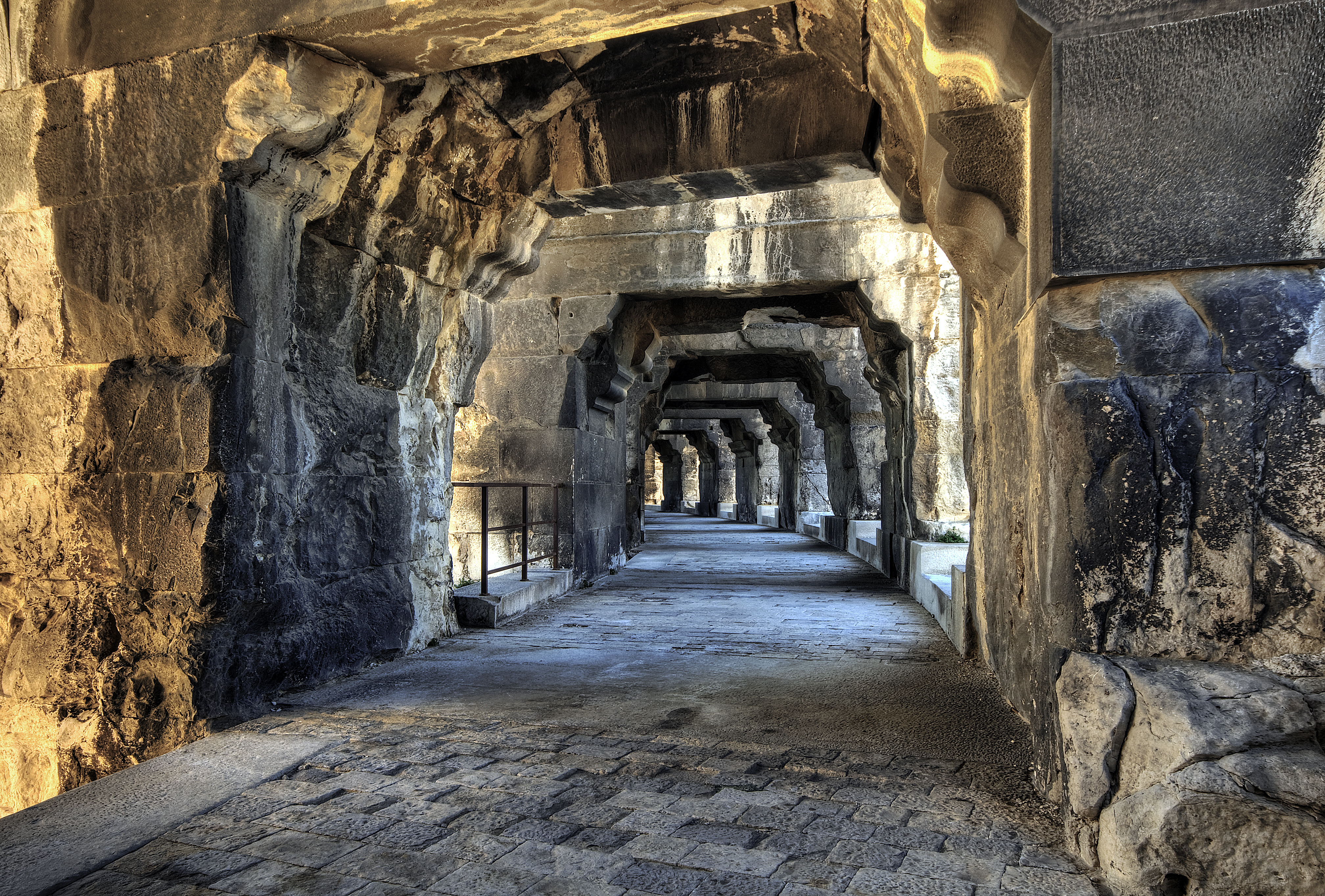
Galerie de l'étage intermédiaire. À gauche l'escalier descend vers les gradins.

Chaque maenianum était réservé à une classe sociale, à savoir les plus aisés aux premiers rangs et les plus modestes aux derniers rangs. Chacun était desservi par une galerie voûtée, appelée vomitorium. Les vomitoria sont réunis entre eux par des escaliers, ce qui évite la confusion et l’engorgement lors de l’afflux de spectateurs. Cela évite aussi de mélanger les classes sociales. La façade est rythmée par des pilastres et des colonnes engagées d’ordre dorique.

### La salle cruciforme
Sous la piste, se trouvaient plusieurs galeries souterraines. Elles sont connues depuis le début du XIXe siècle et ont initialement été interprétées comme des abris réalisés « par les premiers chrétiens pour cacher les cérémonies de leur culte naissant ». Il s'agissait en réalité de coulisses permettant d'accéder directement à la piste durant les spectacles.
Les recherches réalisées par Henri Révoil en 1865 ont permis de dégager deux galeries en croix dans la partie centrale de la piste, connues depuis sous le nom de salle cruciforme. Les murs de la salle cruciforme portent deux inscriptions gravées en caractères cursifs indiquant probablement le nom de l'architecte du monument (ou d'un financeur) : T.CRISPIVS REBVRRVS FECIT, « Titus Crispius Reburrus a fait »,.
La salle cruciforme a fait l'objet de fouilles archéologiques sous la responsabilité de Richard Pellé (Inrap) en 2017.

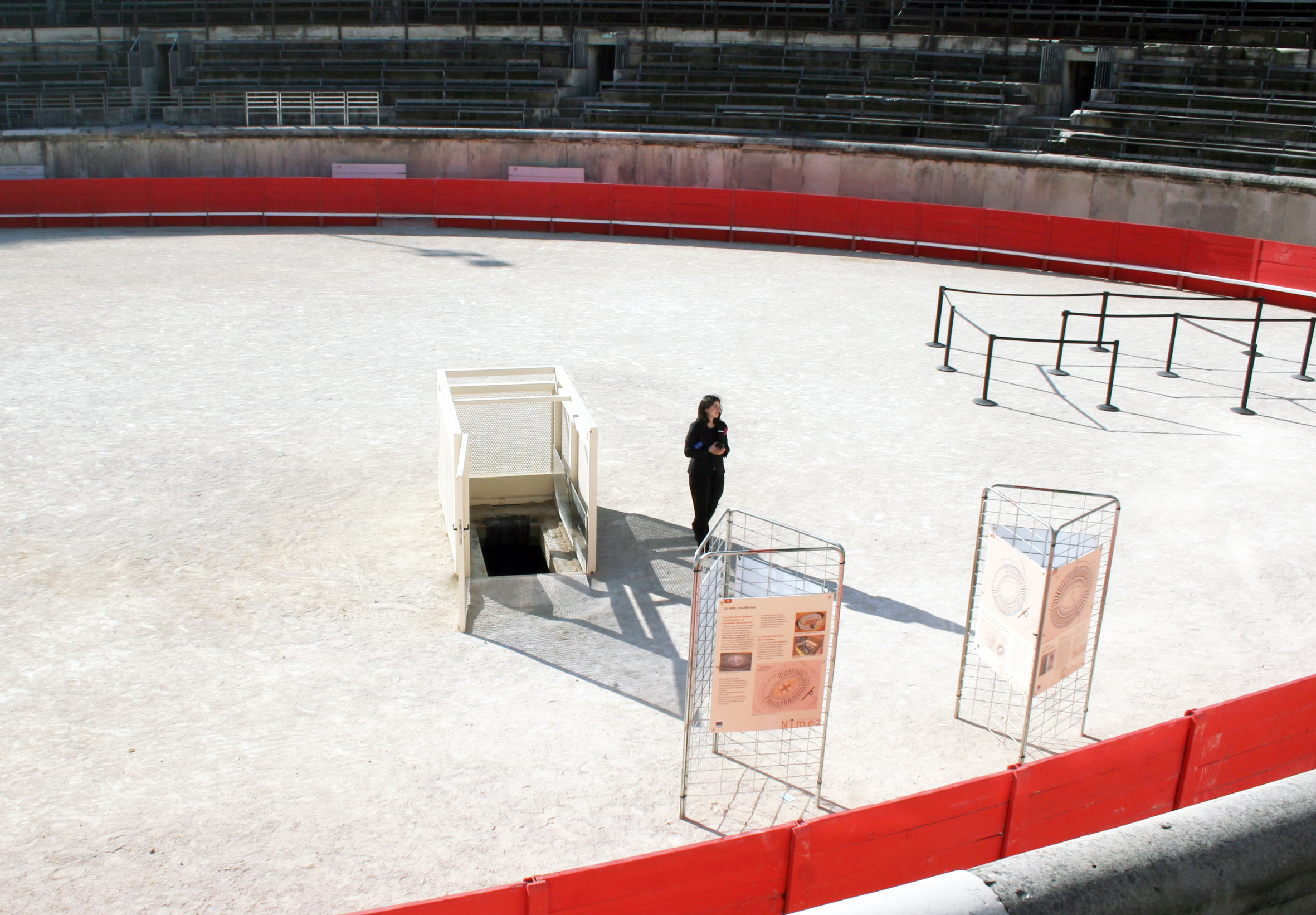
Accès à la salle cruciforme sous la piste, ouvert exceptionnellement en 2014.
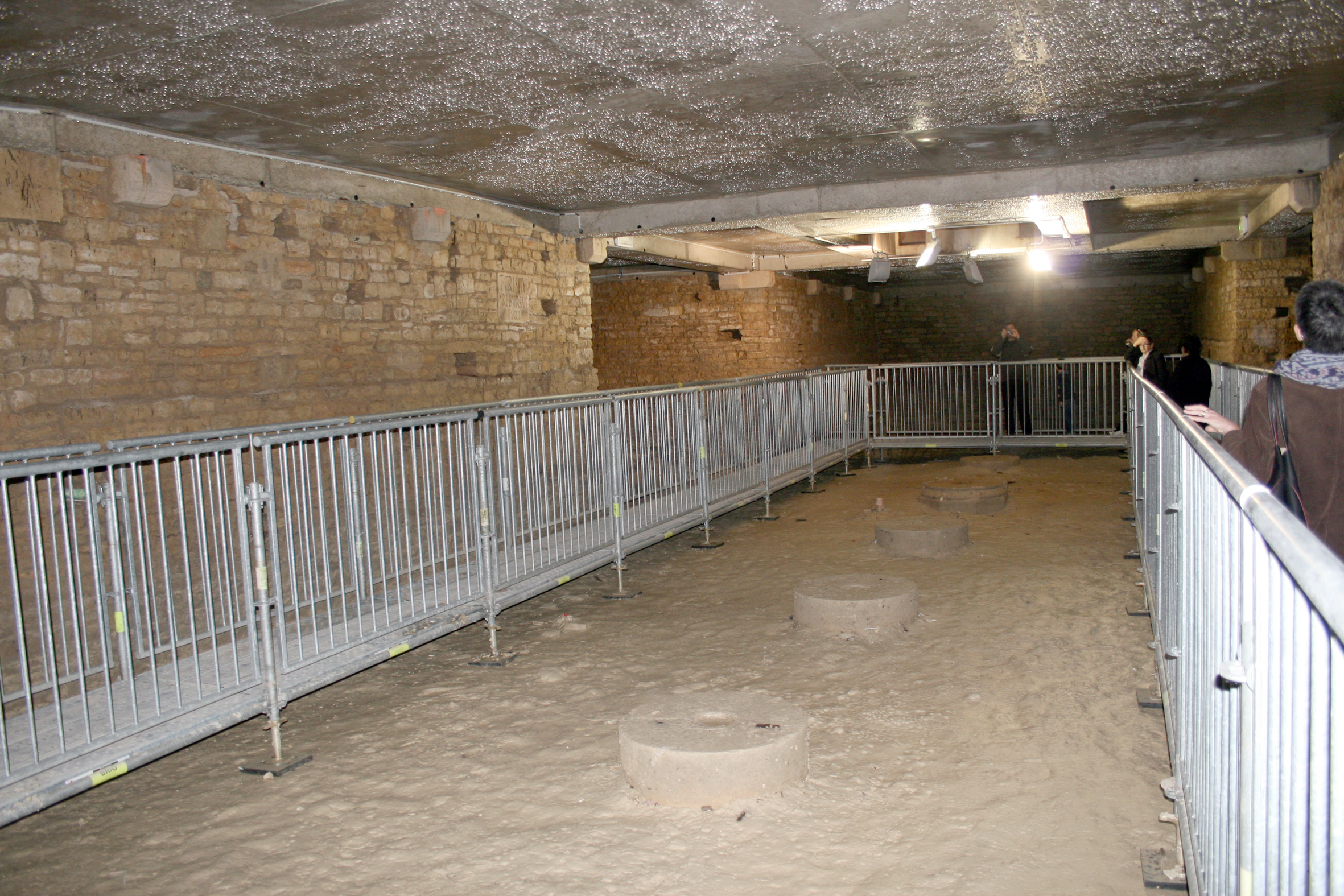
Vue générale de la salle cruciforme.
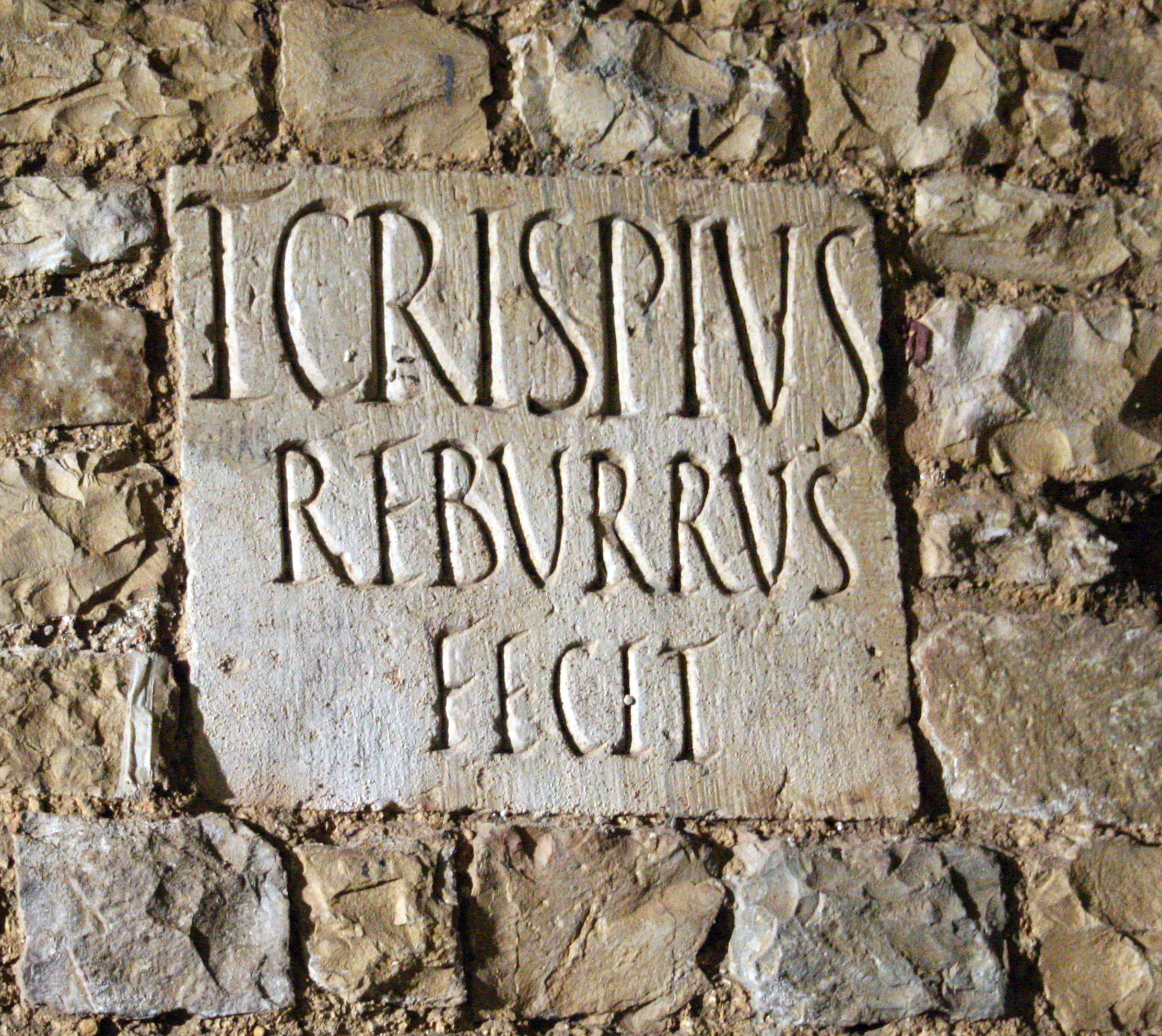
Inscription latine T.CRISPIVS REBVRRVS FECIT.

### Décoration
L'amphithéâtre comporte encore un certain nombre d'éléments décoratifs en bas-relief ou haut-relief : une louve romaine allaitant Romulus et Rémus, des phallus, deux gladiateurs combattant, ainsi que deux bustes de taureau surmontant la porte d'honneur de l’amphithéâtre.

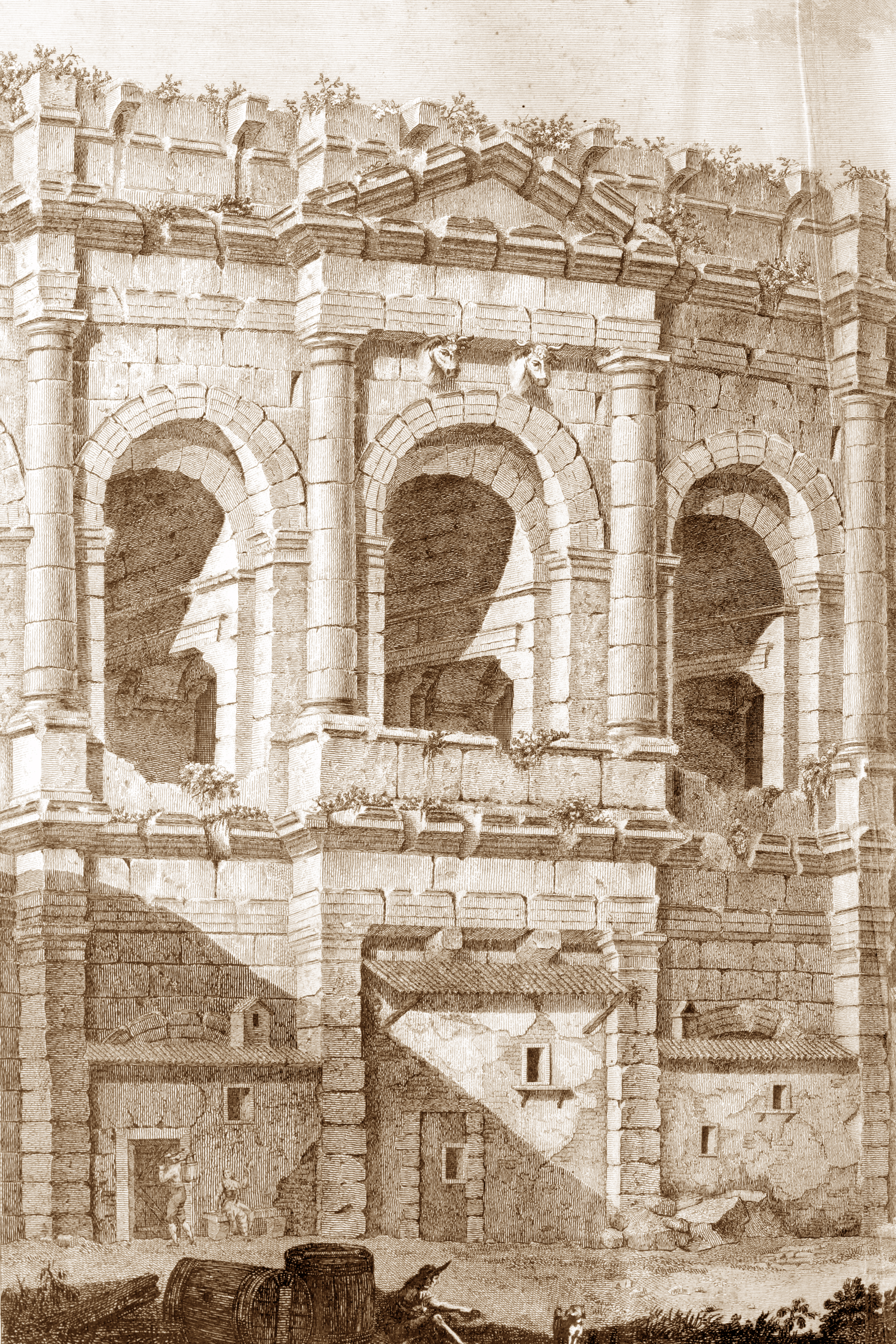
Position des taureaux en haut-relief sous le fronton de la porte d'honneur.
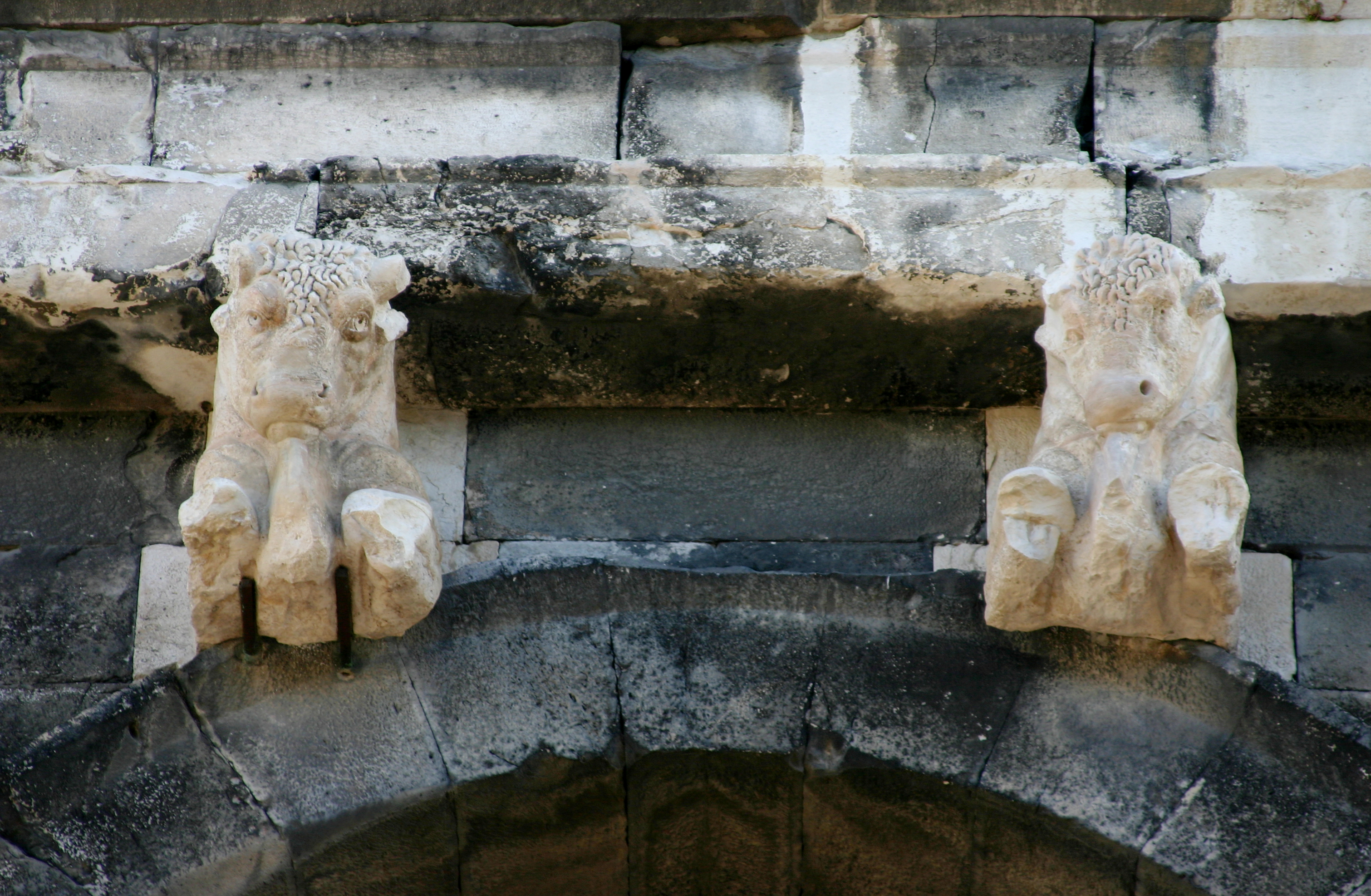
Détail des deux bustes de taureaux.
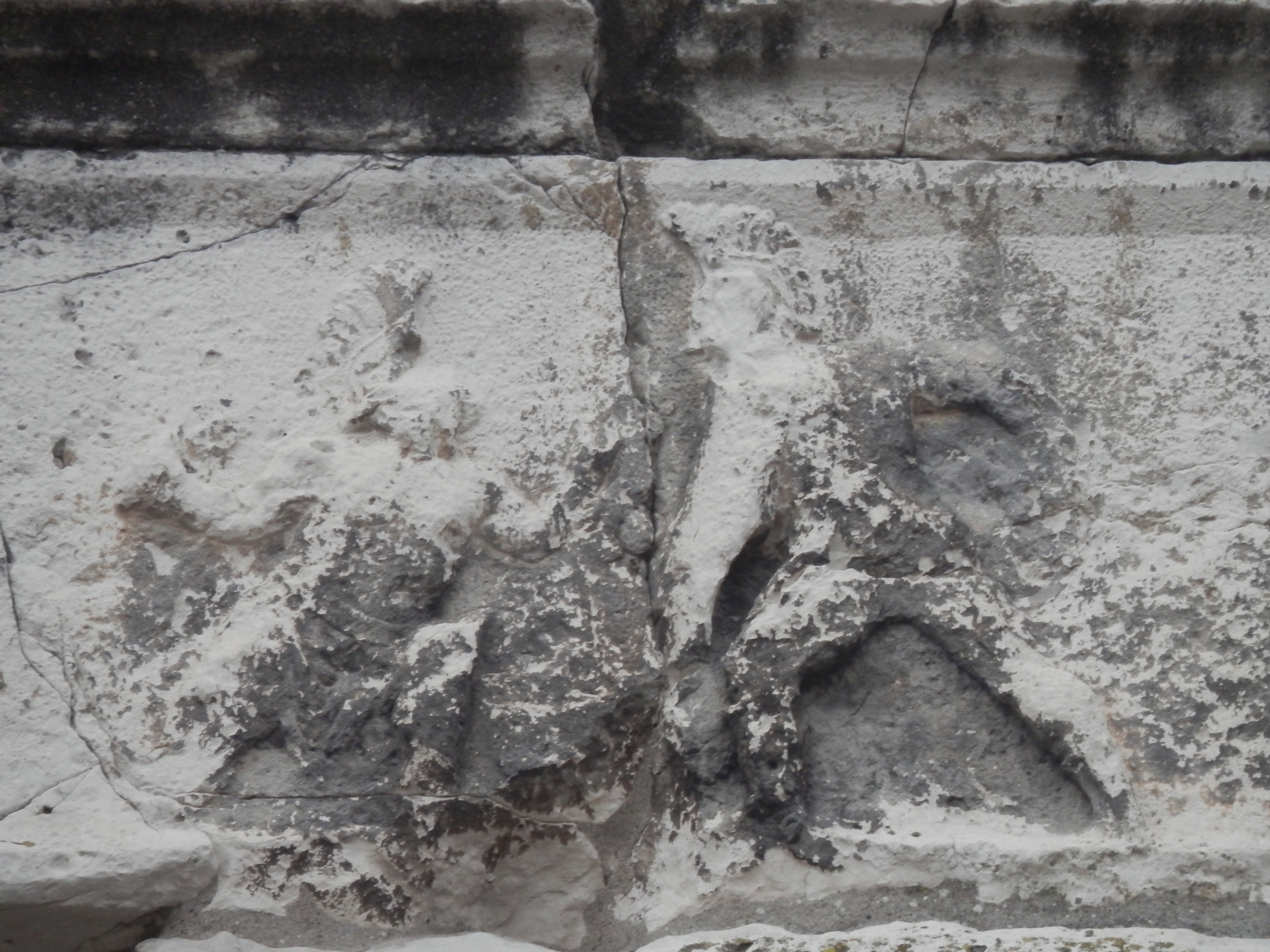
Deux gladiateurs combattant.
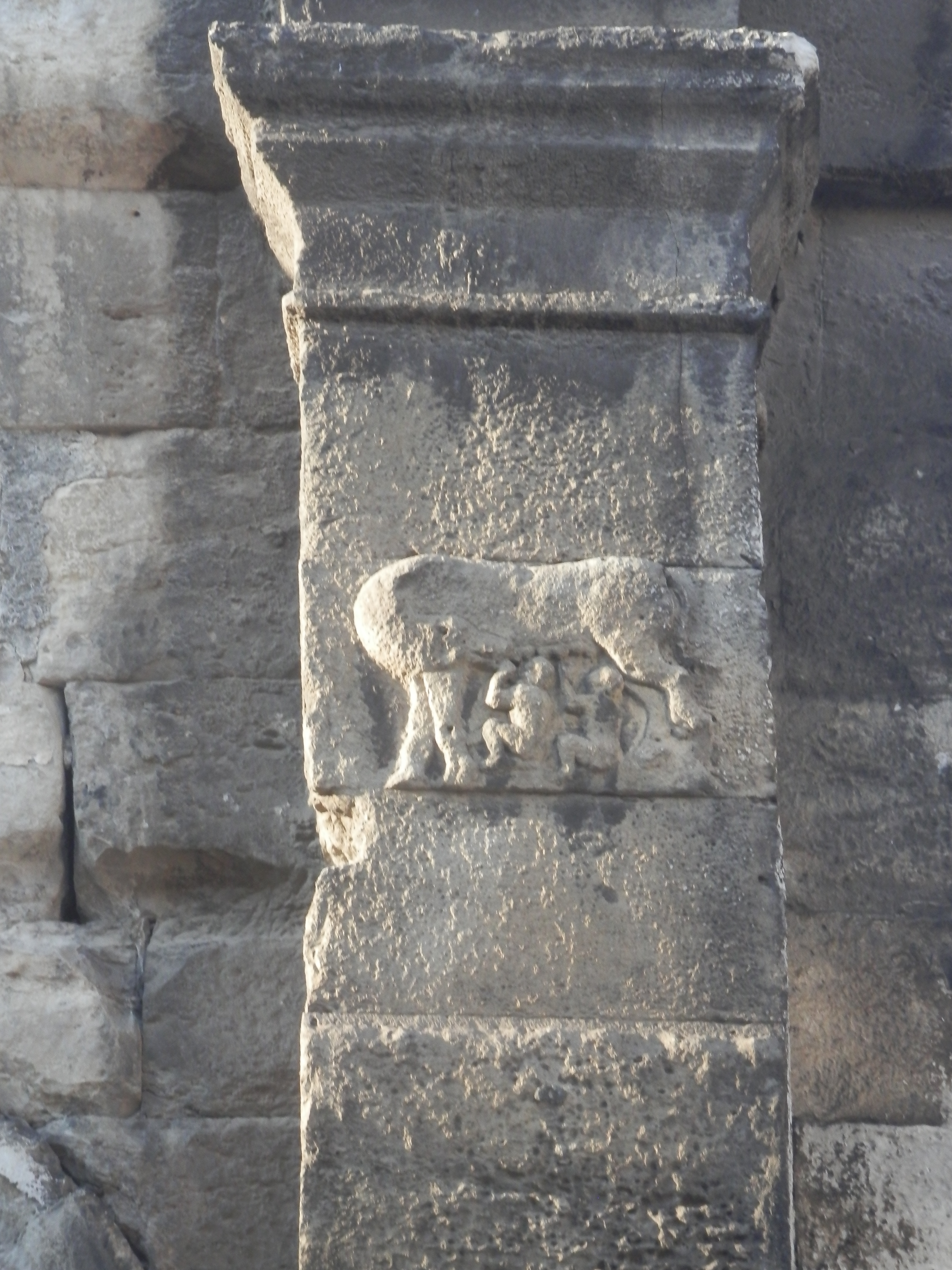
La louve romaine allaitant Romulus et Rémus.

### Monuments comparables
- L’amphithéâtre d’Arles

L’amphithéâtre de Nîmes est comparable à celui d’Arles, datant de la fin du Ier siècle, qui est très proche sur le plan de la conception et de l’architecture. En effet, l’amphithéâtre d’Arles présente également deux niveaux d’arcades en façade très peu décorées. La cavea de l’édifice se composait de 43 rangées de gradins et pouvait accueillir jusqu'à 25 000 spectateurs.
- Le Colisée

L’amphithéâtre de Nîmes peut également être mis en relation avec le colisée de Rome. Le Colisée, terminé en 80 apr. J.-C. aurait servi de modèle dans la construction de l’amphithéâtre de Nîmes, ce qui montre que la ville de Nîmes voulait se rapprocher au mieux de la civilisation romaine. Il existe quelques différences entre les deux édifices. Le plan du Colisée est moins allongé que celui de l’amphithéâtre nîmois. La façade du monument de la ville éternelle se compose de quatre niveaux (dont trois niveaux d’arcades), alors que celui de Nîmes n’en comporte que deux.

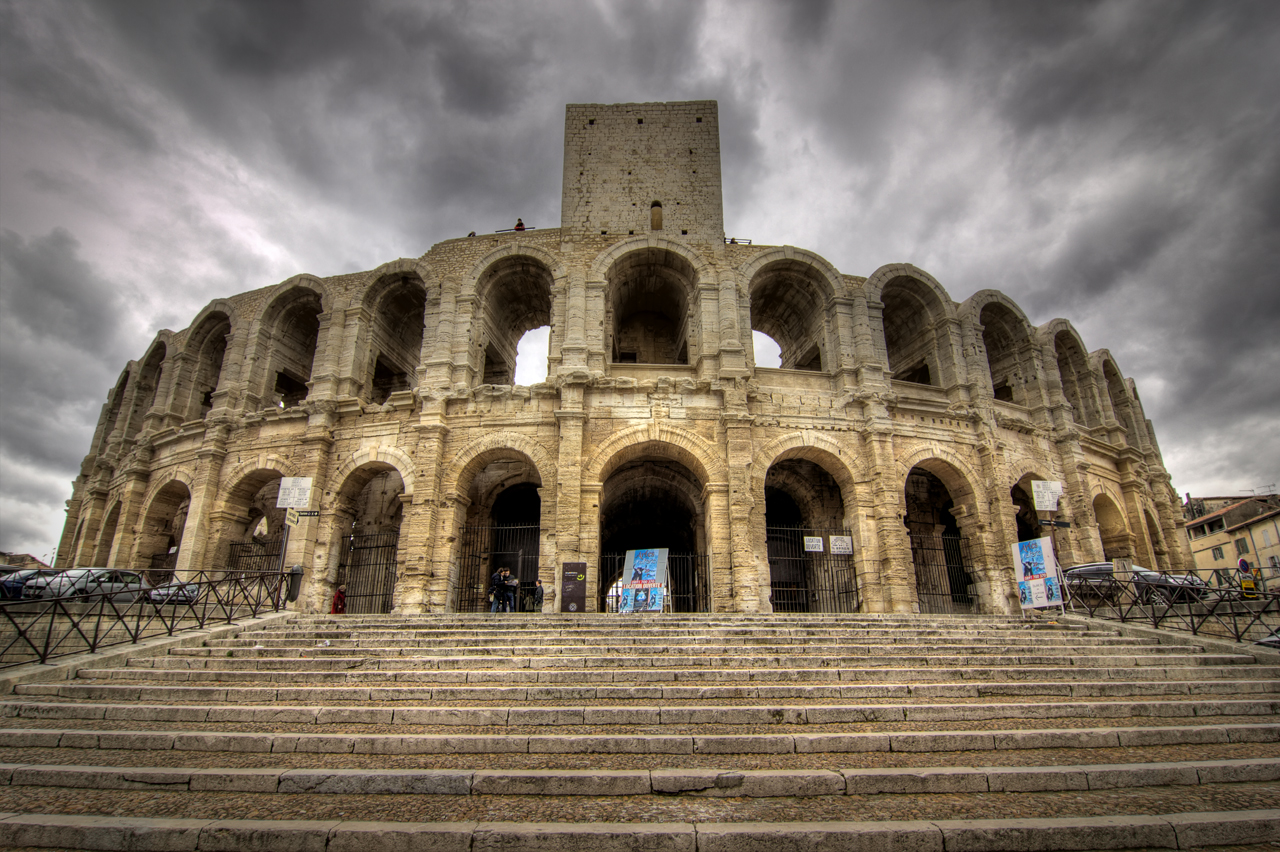
Amphithéâtre d'Arles.
Colisée de Rome.

## Historique

### L'amphithéâtre romain
La construction de l’amphithéâtre de Nîmes a débuté à la fin du Ier siècle de notre ère.
Cet édifice imposant a été bâti pour accueillir des spectacles très prisés des populations. Le spectacle le plus fréquent et le plus apprécié était le combat de gladiateurs. Il existait des écoles de gladiateurs qui formaient des volontaires, esclaves ou souvent hommes libres. Ces écoles étaient souvent le dernier refuge pour ces hommes déclassés, rejetés par la société. Les combats de gladiateurs se terminaient parfois par la mort de l’un des adversaires si le vaincu n’était pas gracié par le public. De nos jours, ces ludi (jeux du cirque) sont reconstitués chaque année, fin avril, lors des Grands Jeux romains auxquels participent plus de 500 reconstituteurs spécialistes de l'Antiquité.

### De la forteresse wisigothe aux habitations médiévales

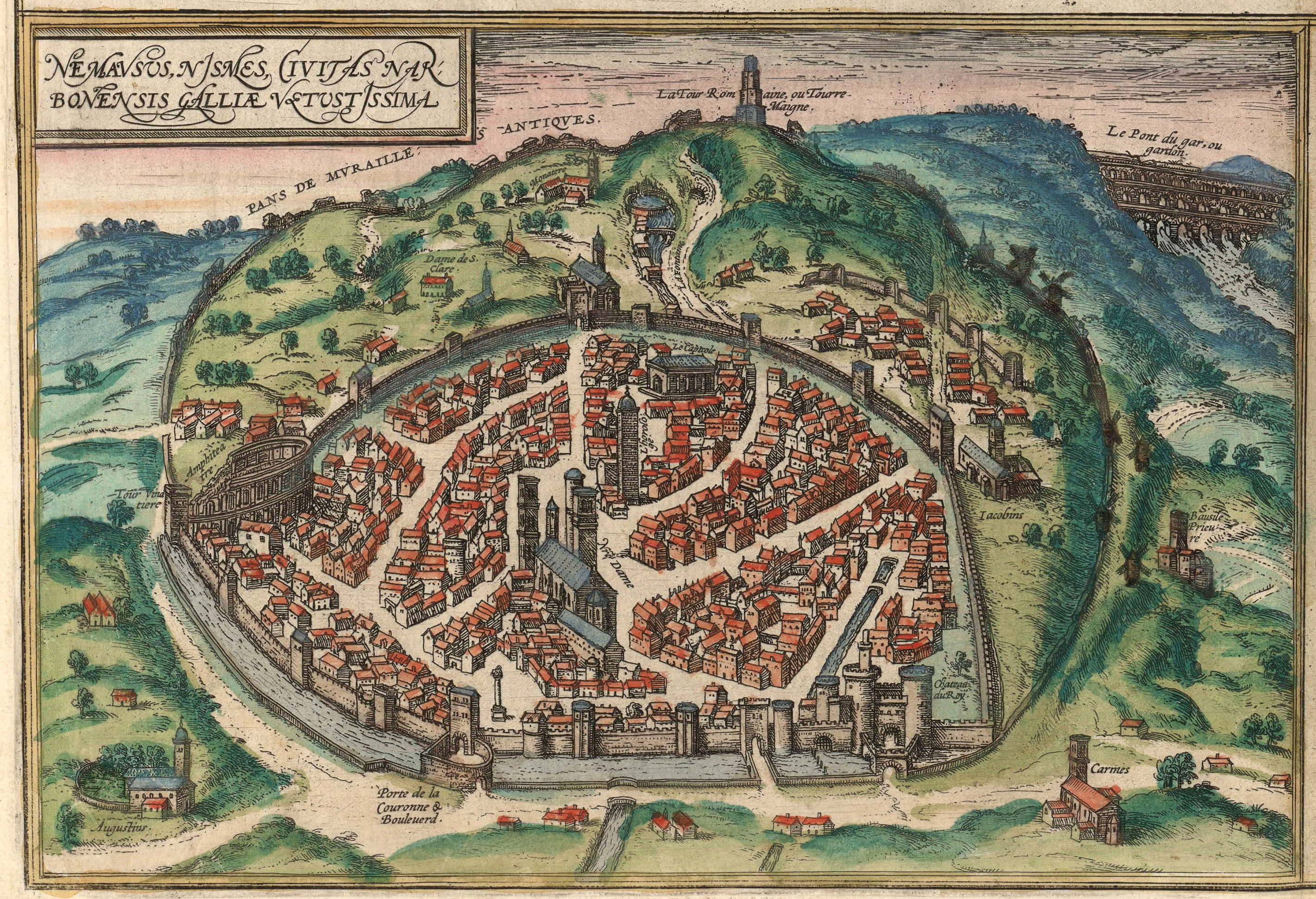
Carte de Nîmes de 1569 montrant l'emplacement de l'amphithéâtre à proximité des enceintes de la ville.

Après l'interdiction des combats de gladiateurs en 404, les arènes furent transformées en forteresse par les Wisigoths : il leur suffit de boucher les arcades, d'ajouter quelques tours, de creuser un fossé et, peut-être, d'édifier une petite enceinte supplémentaire (vestiges dans le sous-sol du palais de justice). Elles seront même connues plus tard sous le nom de « château des chevaliers des arènes » avec l'édification de tours au sommet du monument (celles d'Arles ont été conservées).
Lors des Grandes Invasions de l'Antiquité tardive puis au Moyen Âge durant les périodes d'insécurité, la population se réfugia dans l'enceinte de l'édifice qui fut alors utilisé comme village fortifié, le castrum arenae, qui contenait deux églises, 220 maisons, ainsi qu'un petit château. On imagine aisément les conditions d'insalubrité d'une telle densité… Bon nombre de gradins servirent de carrière pour l'extraction des pierres nécessaires à l'édification de ces bâtiments.

### La réhabilitation

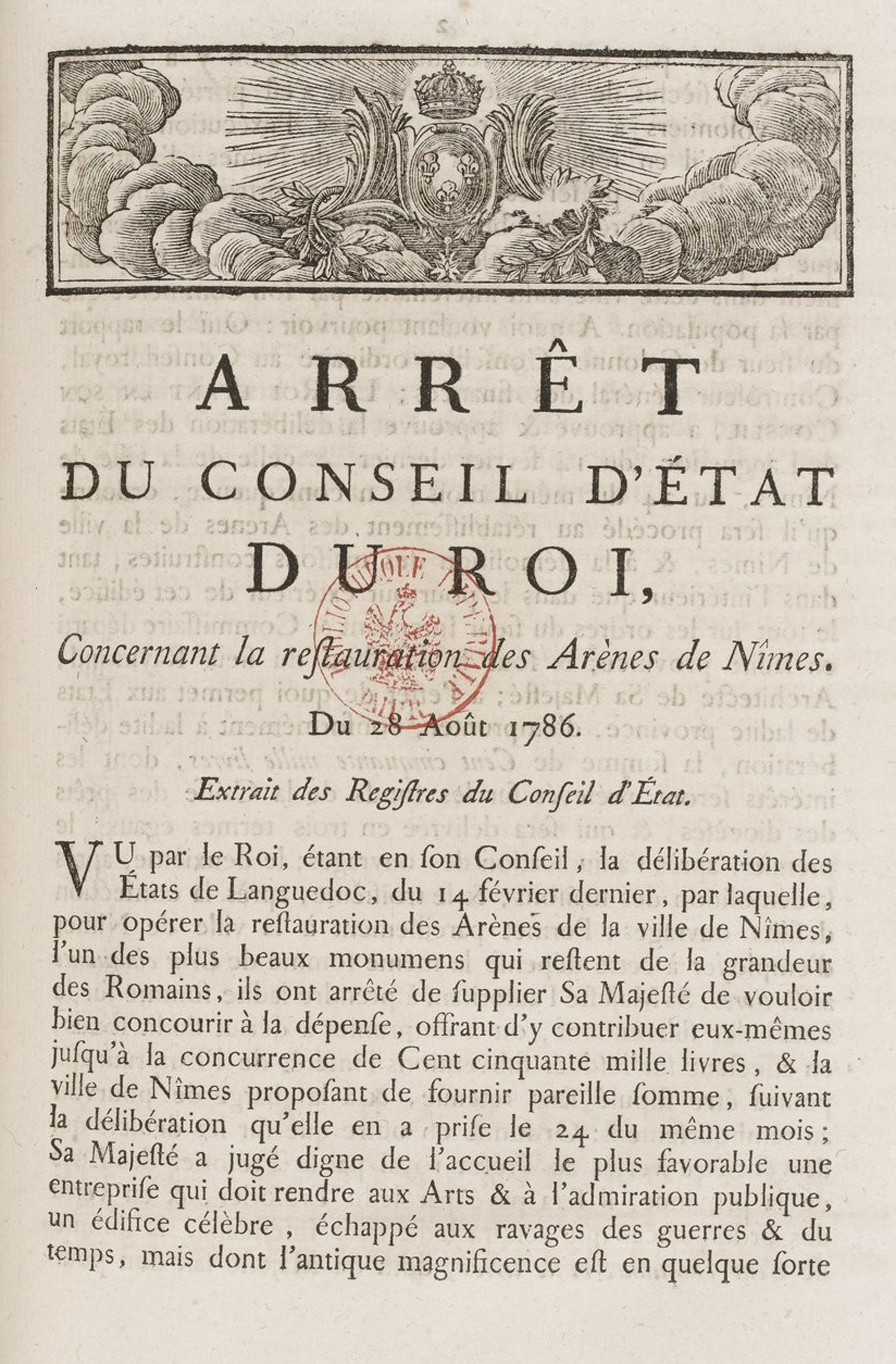
Arrêt du Conseil d’État du roi concernant la restauration des arènes de Nîmes.

Lors d'une visite à Nîmes au début du XVIe siècle, François Ier s'émeut de l'état de l'édifice et préconise son dégagement pour la première fois, ce qui reste lettre morte. À cette occasion, il reçoit des autorités locales une réplique en argent du monument, pièce d'orfèvrerie aujourd’hui perdue.
La restauration des arènes est ordonnée à la fin du XVIIIe siècle par le décret en Conseil du roi du 28 mars 1786. Elle implique la destruction des habitations se trouvant à l'intérieur de l'amphithéâtre ou prenant appui sur le bâtiment à l'extérieur. Ces travaux s’inscrivent dans un grand plan d'embellissement de la ville engagé depuis le milieu du XVIIIe siècle (jardins de la Fontaine dès 1740–1750). Ce plan prévoit également la destruction des remparts médiévaux de la vieille ville afin de créer boulevards et promenades du tour de ville. La période révolutionnaire porte un coup d'arrêt provisoire à ces travaux. Ils reprennent à la suite du décret impérial du 2 février 1809.
L'intégralité du monument est finalement dégagée de ses constructions anachroniques en 1812. Il faut attendre la seconde moitié du XIXe siècle, sous le Second Empire, pour qu'une vaste campagne de réhabilitation, voire de restauration importante de certaines parties, soit réalisée (notamment sous la direction de l'architecte Henri Révoil).

### Recherches archéologiques
Paul-Marie Duval a dirigé les fouilles des arènes de Nîmes de 1961 à 1969.

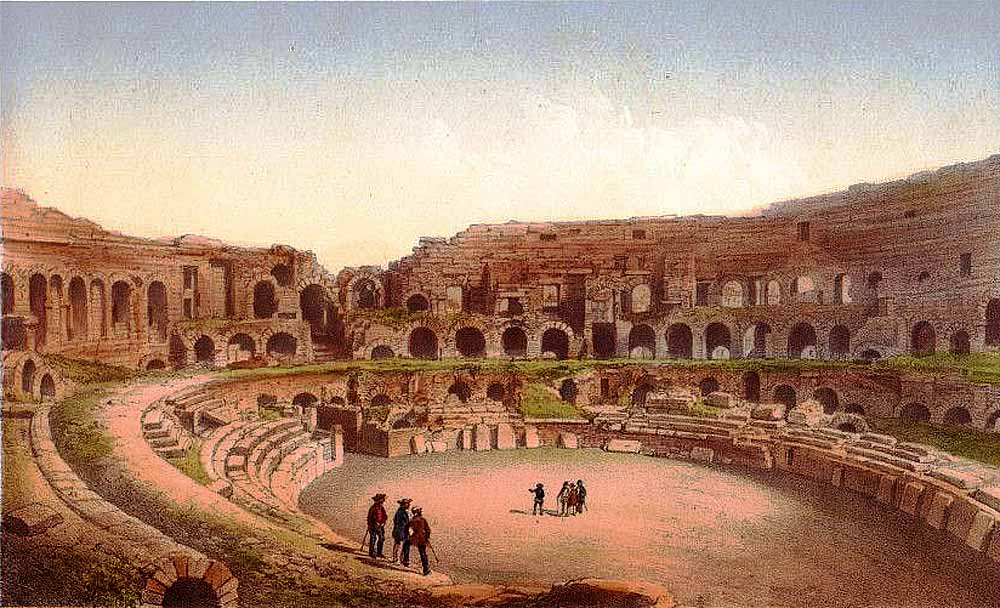
Les arènes au début du XIXe siècle.
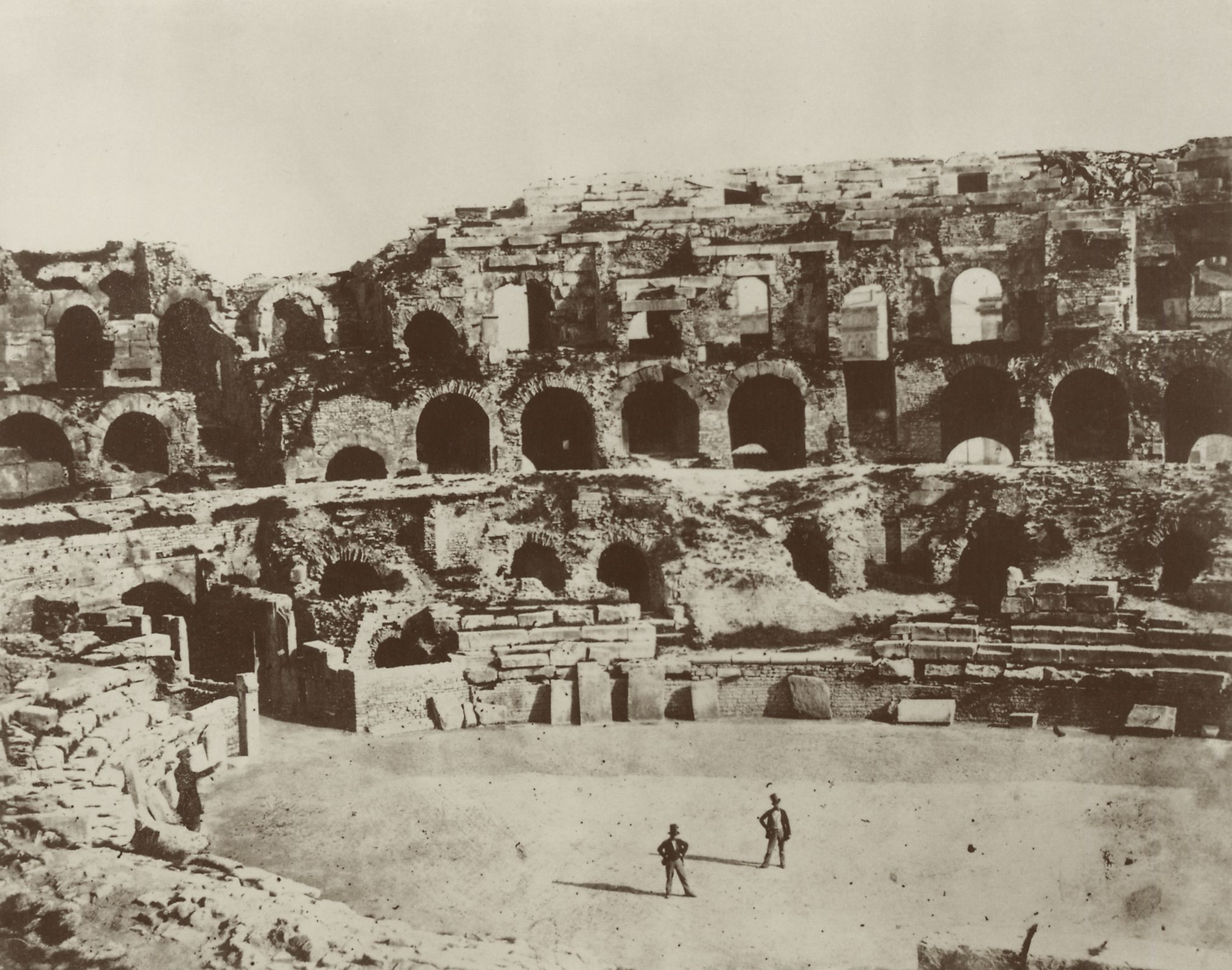
Les arènes en 1858.
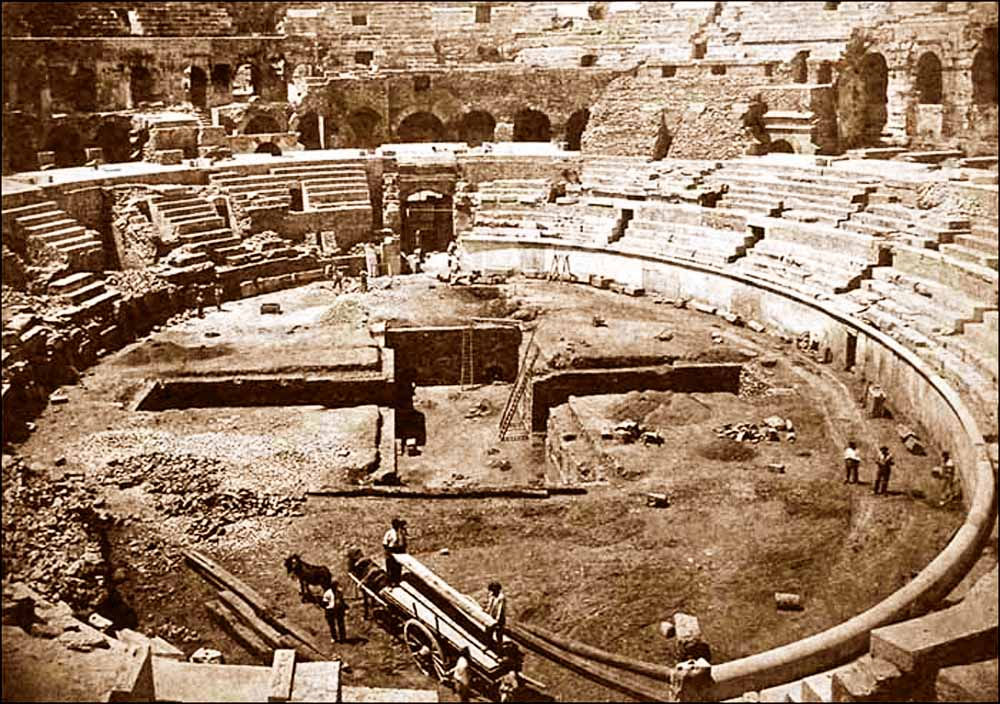
Fouilles archéologiques des arènes en 1866 : vue de la salle cruciforme dégagée.

### Aménagements et restauration contemporaine
Entre la fin des années 1980 et le début des années 2000, les arènes étaient recouvertes en hiver d'un toit démontable translucide, surnommée la bulle, permettant la tenue d’événements sportifs disputés en salle.
Depuis 2009, une restauration des arènes a été mise en œuvre. Elle concerne les façades extérieures du monument et les gradins. En 2022, ce sont au total quinze travées qui ont retrouvé leur éclat d'origine. L'opération devrait se poursuivre jusqu'en 2034.
Le parvis des arènes a également été entièrement réaménagé en 2007, dans le cadre du projet Arènes - Esplanade - Feuchères. Sur ce nouveau parvis, inauguré lors d'une cérémonie présidée par la comédienne gardoise Bernadette Lafont, on peut admirer la statue en bronze du matador Nimeño II, gravement blessé dans les arènes d'Arles en 1989.

## Les arènes contemporaines

### Un monument antique ouvert à la visite
Depuis 2021, le site est géré en délégation de service public par Edeis ; une nouvelle visite offre aux touristes du monde entier la possibilité de découvrir l'histoire de l'amphithéâtre de Nîmes, grâce à un audioguide en sept langues, des panneaux pédagogiques illustrés et deux espaces muséographiques : le premier sur le vestiaire des gladiateurs (présentation de fac-similé d'armes, de casques que les visiteurs peuvent toucher, extraits de film, théâtre optique, etc.) et le second sur l’histoire du taureau depuis l’antiquité.
Pour les personnes malvoyantes, de la documentation en braille ainsi qu’en gros caractères est proposée. De même, sur le parcours de visite, une maquette tactile des arènes permet de faire découvrir les détails de son architecture au Ier siècle. Un audioguide en audiodescription est à disposition à l'accueil des arènes.
Pour les personnes malentendantes, l'accueil visiteur est équipé de boucles d'induction magnétique (BIM) pour faciliter le parcours des personnes malentendantes. De plus, une visite gratuite, en langue des signes sur une tablette, est mise à disposition à l’accueil sur simple demande.
Pour les personnes à mobilité réduite : Les Arènes de Nîmes peuvent accueillir les personnes en situation de handicap moteur sur tout le rez-de-chaussée. Des fauteuils roulants, sièges et cannes sont à disposition à l’accueil du monument. Un parcours de visite est réservé aux personnes à mobilité réduite.
Depuis février 2013, les visiteurs isolés ne sont plus admis à visiter le site. La municipalité a pris cette décision à la suite de plusieurs suicides par saut dans le vide vers l'extérieur depuis le sommet de l'édifice. Toute visite doit se faire en groupe d'au moins deux personnes. Le monument se visite toute l'année.

### Un lieu de concerts et de spectacles

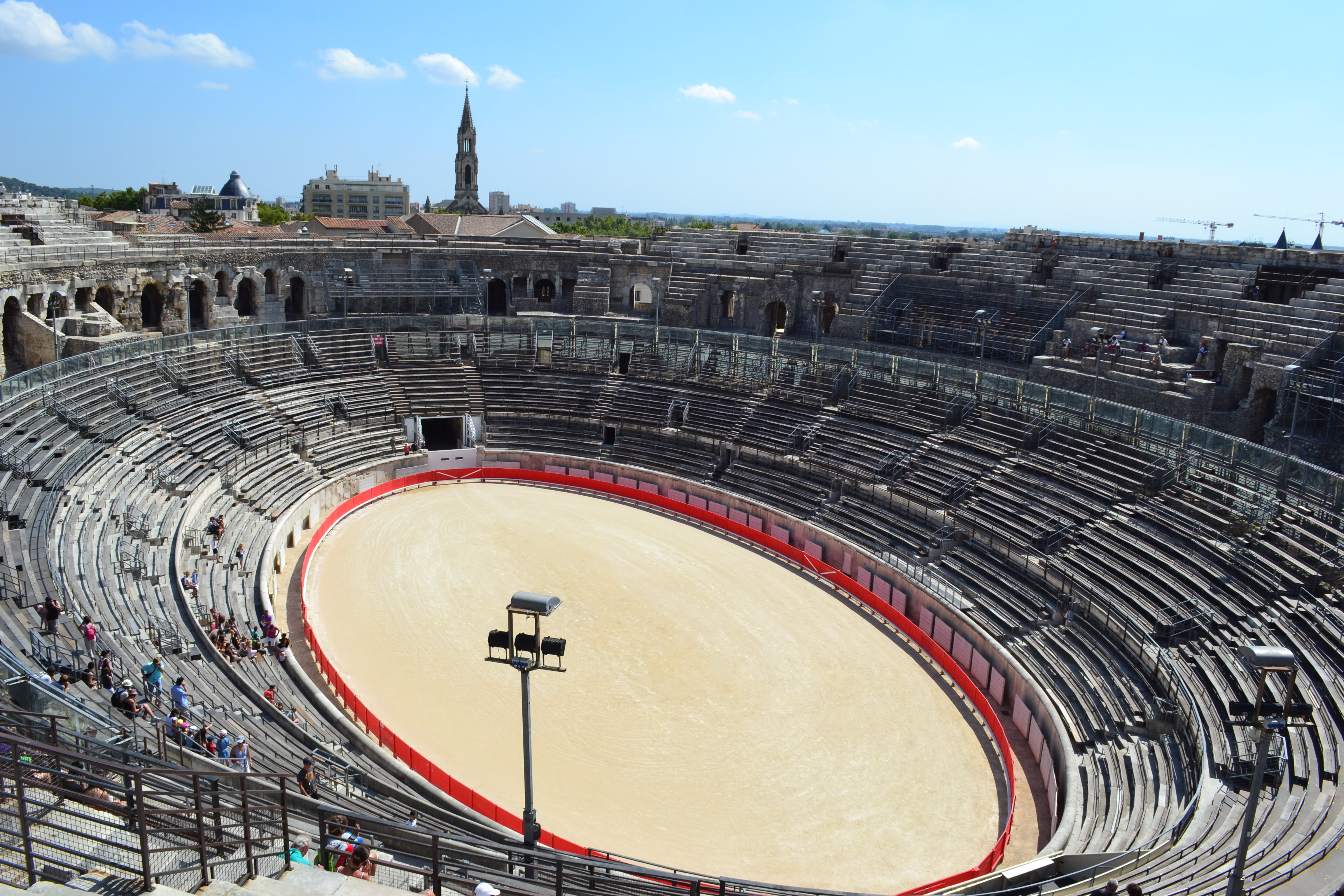
Installation pour une corrida, en août 2012.

Aujourd'hui, les arènes sont toujours utilisées pour de nombreux spectacles, comme des corridas qui se déroulent durant la feria de Pentecôte (fin mai–début juin) et la feria des Vendanges (mi-septembre), auxquelles il faut ajouter, la plus grande reconstitution historique antique en Europe : les Journées Romaines de Nîmes (début mai) et les concerts du Festival de Nîmes (juin-juillet).
La capacité d’accueil est plus réduite que durant l'Antiquité puisque plusieurs rangées de gradins ont été détruites. Les arènes de Nîmes peuvent accueillir près de 13 000 spectateurs en position assise, répartis en quatre zones.

#### Concerts et spectacles
L'amphithéâtre a accueilli le Nîmes International Jazz Festival de 1976 à 1988, avec la participation de musiciens légendaires, Miles Davis, Charlie Mingus, Dizzy Gillespie, Michel Petrucciani, Sonny Rollins, Ray Charles, etc. Tina Turner y a également déchaîné les passions au milieu des années 1980. Plusieurs chansons issues de l'album live de Dire Straits, On the Night, ont été enregistrées en 1992 aux arènes de Nîmes.
Par la suite de nombreux groupes se sont produits dans ces arènes, notamment lors du Festival de Nîmes. Citons le concert du groupe de metal Rammstein, dont il est sorti un DVD appelé Völkerball, ou encore le groupe de metal Metallica en juillet 2009, avec un DVD appelé Français pour une nuit. Le groupe Justice a également réalisé un concert en 2012 avec un DVD live sorti en mai 2013 nommé Access All Arenas. On peut citer d'autres artistes comme The Cure, David Bowie, Mylène Farmer, Bob Dylan, Lenny Kravitz, Radiohead, Pharrell Williams, The Police, Depeche Mode, Green Day, Björk, Pink, Elton John, Phil Collins, David Gilmour, Jamiroquai, Michel Sardou, David Guetta, Peter Gabriel, Muse, Texas, Placebo, ZZ Top, Daft Punk, Alicia Keys, Stevie Wonder, Slash, Sting, Slipknot, System of a Down, The Prodigy, The Offspring, Eric Clapton, Dua Lipa, etc.
Les 11, 12 et 13 juillet 2017, le groupe de Métal Allemand Rammstein termine sa tournée « Festivals Summer Tour 2017 » en France en donnant trois concerts complets dans les Arènes.
Le 28 mars 2022, Boris Brejcha donne un concert de Techno minimale pour Cercle dans les arènes.
L'amphithéâtre a accueilli des humoristes tels que Gad Elmaleh en 2014 ou encore Florence Foresti en 2015.
Le 25 juillet 2025, le groupe de hard rock Scorpions donnera un concert pour célébrer leur 60 ans de carrière dans les Arènes de Nîmes.

#### Événements sportifs
Le monument a aussi servi à plusieurs événements sportifs d'envergure nationale, voire internationale.
- En 1991, 1992 et 1999, la piste accueille un tour de Coupe Davis.
- En 1991, les Arènes accueillent deux matchs de Coupe d'Europe des clubs champions de handball, où l'USAM Nîmes Gard affronte le Benfica Lisbonne puis le FC Barcelone.
- Les Championnats du monde d'escrime 2001 s'y sont également déroulés.
- L'un des derniers événements sous la bulle a été le Championnat du Monde en salle de tir à l’arc en 2003.
- En 2017, la première étape du Tour d'Espagne 2017 (un contre-la-montre par équipes) passe par les arènes ; le podium s'y déroule également.
- En 2025, le tennis y est de retour à l'occasion de l'UTS 14.

#### Télévision
La télévision a également utilisé le monument comme lieu de spectacle :
- le Téléthon en direct sur France 2 et France 3 les 5 et 6 décembre 1997 animé par Patrice Laffont, Sophie Davant, Olivier Minne et Pépita ;
- en 2006, l'émission Intervilles y fait escale lors d'une première émission, puis lors de la finale opposant Nîmes à Mont-de-Marsan ;
- La Chanson de l'année en direct sur TF1, le 20 juin 2015, le 17 juin 2016, le 17 juin 2017, le 8 juin 2018, le 17 juin 2023 ;
- le plus grand bal de France enregistré le 11 juin 2018 et diffusé sur TF1 le 14 juillet 2018[12] ;
- La Chanson de l'année 2019 enregistrée le 16 mai 2019 et diffusée sur TF1 le 15 juin 2019 ;
- la chanson challenge enregistrée le 18 mai 2019 et diffusée sur TF1 le 17 août 2019[13] ;
- La Chanson de l'année 2023 en direct sur TF1 le 17 juin 2023.

### Biodiversité
Les arènes abritent une espèce de gastéropodes qu'on ne trouve en France que dans les arènes, la clausilie romaine. On suppose qu'elle a été importée d'Italie au moment de la construction du monument.

## Protection juridique
L’amphithéâtre de Nîmes fait l'objet d'un classement au titre des monuments historiques par la liste de 1840.
Il n'est cependant pas inscrit au patrimoine mondial de l'Unesco, contrairement aux arènes d'Arles voisines.

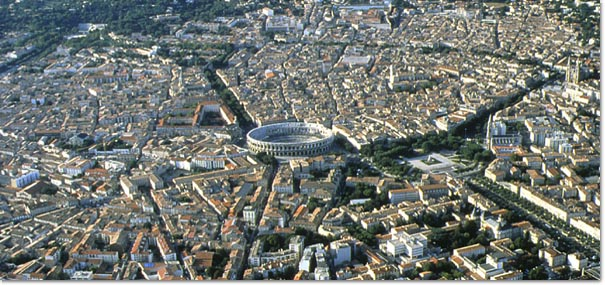
Vue aérienne.
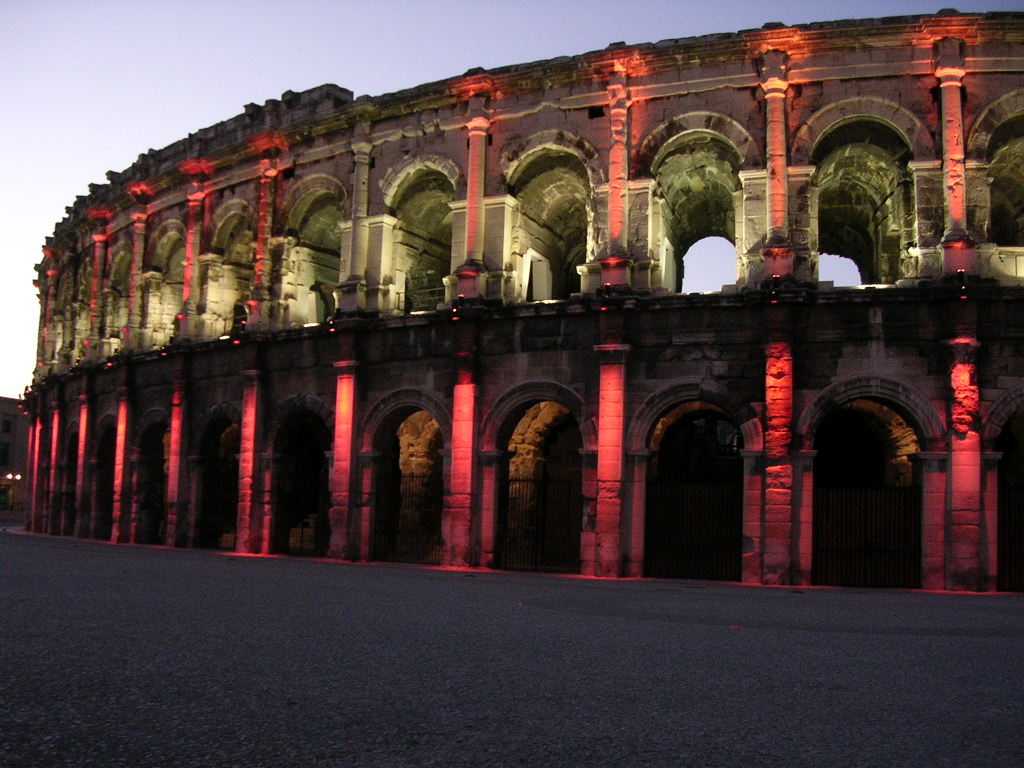
Vue extérieure.
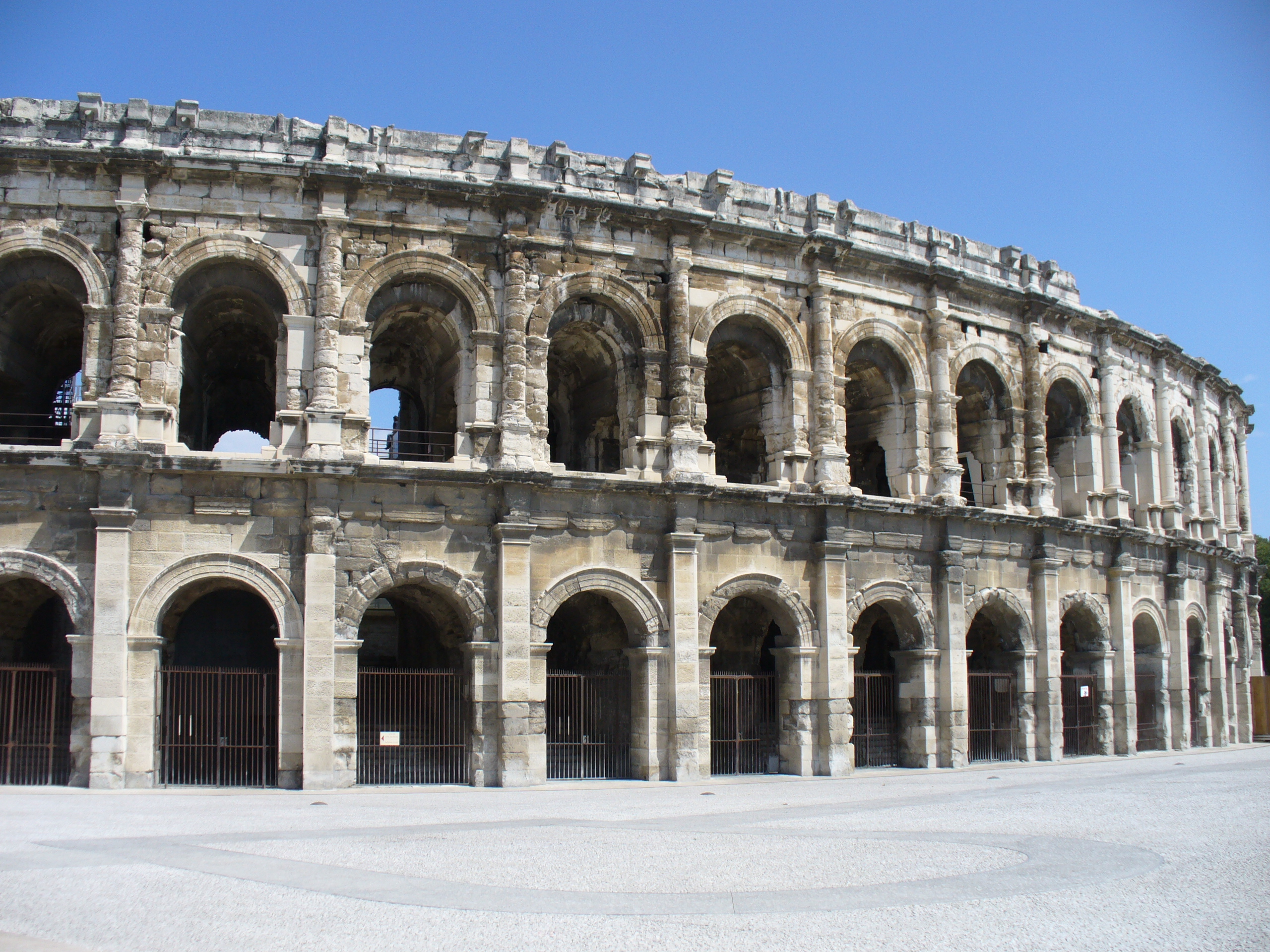
Vue extérieure.
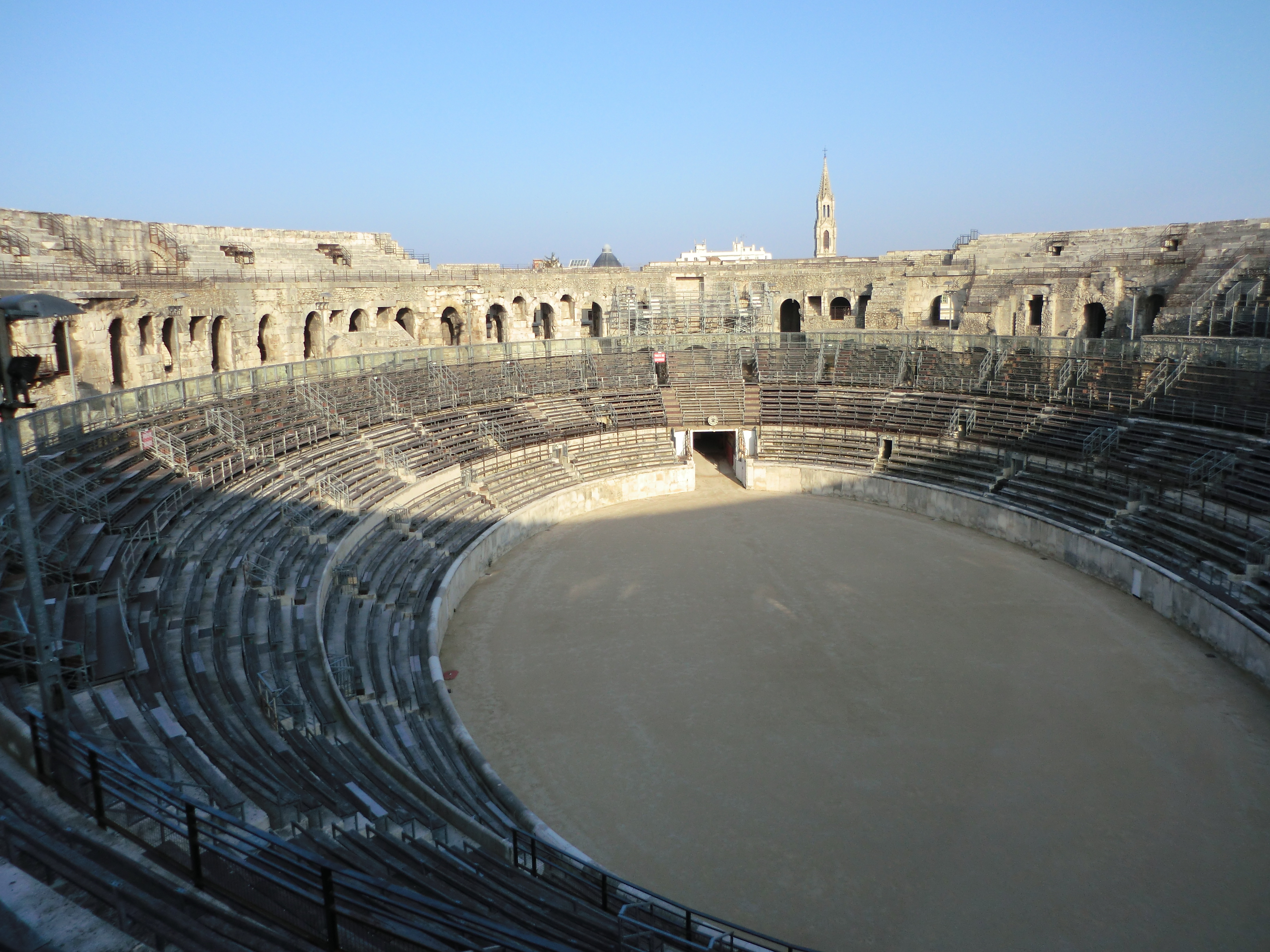
Vue intérieure.
Avant les travaux de restauration (2013).
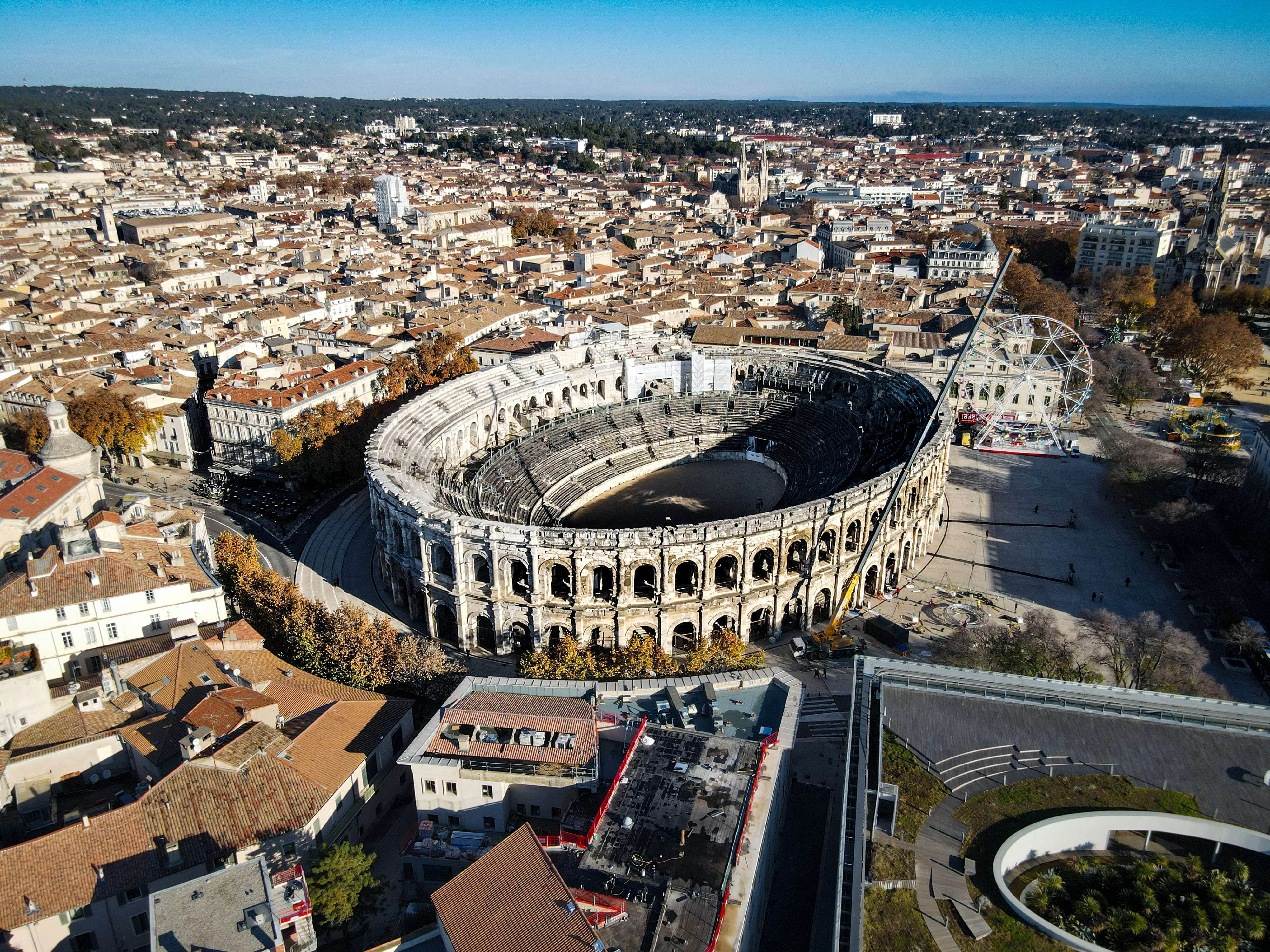
Prise de vue aérienne par drone.